# Sicignano degli Alburni
Sicignano degli Alburni är en ort och kommun i provinsen Salerno i regionen Kampanien i Italien. Kommunen hade 3 411 invånare (2017).